# 郑州市中原区建设路第二小学
郑州市中原区建设路第二小学，是中国河南省郑州市的一所小学，位于河南省郑州市中原区计划路10号（东校区）。

## 沿革
学校建立于1954年。2006年6月，郑州市中原区教育体育局提出联合办学，将其与伏牛路第三小学合并，学校分为东、西两个校区。